# Willem de Mérode
Willem de Mérode is het pseudoniem van Willem Eduard Keuning (Spijk (Gn.), 2 september 1887 - Eerbeek, 22 mei 1939), een Nederlands dichter.
Hij wordt beschouwd als de belangrijkste Nederlandse calvinistische dichter van zijn generatie. P.J. Meertens noemt hem een christelijk renaissancedichter. Hans Werkman, biograaf van Willem de Mérode: "De dichter doorleefde de tragedie van een onmogelijke liefde; hij schreef in de spanning van jongensliefde en een mystieke beleving van christelijk geloof".

## Afkomst
Zijn vader Jan Keuning was onderwijzer en ook diens zes zoons begonnen allemaal als onderwijzer. Twee broers van Willem Keuning werden uitgever (Bosch & Keuning, Zomer & Keuning), een derde werd boekdrukker. Willem Keuning zelf studeerde in 1905 af aan de kweekschool in Groningen. In 1906 werd hij aangenomen als onderwijzer in Oude Pekela en in 1907 in Uithuizermeeden. In de stad Groningen raakte hij bevriend met de kwekeling Reind Kuitert en door hem werd hij gestimuleerd tot het schrijven van gedichten. Zijn dichtader begon meteen overvloedig te stromen, maar van deze onvoldragen jeugdgedichten is niet veel bewaard gebleven. Het eerste gedicht dat in druk verscheen werd gepubliceerd maart 1911 in Ons Tijdschrift, een christelijk maandblad.

## Pseudoniem
Hij koos zijn pseudoniem zorgvuldig. Tijdens een wandeling in Groningen, samen met Reind Kuitert, viel zijn oog op een prentbriefkaart van de balletdanseres Cléo de Mérode aan een winkeldeur in de Visserstraat. De Belgische prinselijke familie De Mérode prikkelde zijn geschiedkundige belangstelling en hij vond de naam mooi (ook al stamde Cléo af van de Oostenrijkse freiherrliche tak van de familie). Na een week dubben vertelde hij Reind dat hij de naam Willem (niet Guillaume) de Mérode koos. Keuning gebruikte echter ook andere pseudoniemen, onder andere 'Joost van Keppel' (waarschijnlijk naar Arnold Joost van Keppel, vriend en gunsteling van koning-stadhouder Willem III), specìaal voor zijn kinderboeken 'Henri Hooglandt' (waarschijnlijk naar het Hogeland, de noordelijke streek van de provincie Groningen waar hij geboren was en leefde) en 'Jan Bos' (voor boeken in het Gronings). Verder schreef hij straatliederen onder de naam 'Beo Grinniker', naar de hond van zijn hospita in Eerbeek.

## Homoseksueel
De Mérode / Keuning was een geliefde onderwijzer, totdat hij door zijn homoseksualiteit in conflict kwam met de maatschappij en het geloof. In 1924 werd hij wegens een seksueel contact met een minderjarige van 16 jaar veroordeeld tot acht maanden gevangenisstraf op basis van artikel 248-bis van het Wetboek van Strafrecht; zijn advocaat was mr. Tjitte de Jong (1889-1972) die ook zijn broer Piet Keuning had verdedigd in een andere zaak. Bovendien mocht hij zijn onderwijzersambt gedurende drie jaar niet meer uitoefenen. Hij kwam uit de gevangenis als een gebroken man. Na zijn vrijlating trok hij zich terug in het Gelderse Eerbeek, en wijdde zich geheel aan de literatuur. In de jaren dertig werd hij steeds ziekelijker: hij kon wekenlang ziek zijn na een 'gedichtenbui'. Keuning overleed in 1939 op 51-jarige leeftijd aan een hartkwaal.

## Christelijk dichter
Literaire handboeken noemen Willem de Mérode de belangrijkste Nederlandse protestants-christelijke dichter uit de tijd tussen de beide wereldoorlogen. Er zijn meer dan 2300 gedichten van hem bewaard gebleven. Een groot deel daarvan werd tijdens zijn leven gepubliceerd, in literaire tijdschriften en in een lange reeks dichtbundels. De bekendste bundels zijn De overgave, Het kostbaar bloed, Ganymedes (in een zeer opvallende bibliofiele vormgeving, met houtsneden van Johan Dijkstra), De donkere bloei, De lichtstreep en Kaleidoscoop.
Vooral in christelijke, maar ook in homoseksuele kringen vonden zijn gedichten een warm onthaal. Ook daarbuiten werd zijn werk gewaardeerd, door onder meer Menno ter Braak, A. Roland Holst en Simon Vestdijk. Dankzij de schrijver en dichter Hans Werkman konden de verzamelde gedichten van De Mérode in een tweedelige editie verschijnen. Werkman schreef ook diverse boeken en biografische artikelen over hem, waarin hij de stekelige kanten van het leven van de dichter: zijn homoseksualiteit, naïviteit en de misstap met een zestienjarige jongen, in het licht plaatste van zijn christelijke geloofsovertuiging.

## Stichting Willem de Mérode
Op 1 december 2017 is Stichting Willem de Mérode opgericht. De stichting heeft tot doel het in stand houden en waarborgen van het aanbod van informatie over de dichter en schrijver. In het bestuur zit onder meer Hans Werkman.

## Liefhebber van kunst
Dat Willem de Mérode een groot kunstliefhebber was, blijkt - naast zijn kunstreizen - onder meer uit de indrukwekkende lijst van kunstenaars die zijn boeken illustreerden:
- Arie Baggerman - houtsnede Doodenboek[4]
- Dirk Boode - houtsneden De Verloren Zoon
- Johan Dijkstra - houtsneden Ganymedes
- Jan Franse[5] - illustraties Mondje Gauw (Serienummer 47 uit De Nieuwe Zondagsschool-serie onder redactie van A.L. Gerritsen)
- Léon Holman (1906-1943) - illustratie boekomslag De Levensgift
- Jaap de Hon - omslagtekening De rozenhof
- J.H. Isings (Jr.) - illustraties Goede Vrienden I
- Roeland Koning - houtsneden Kruissonnetten en XXX Psalmen[6]
- Jan van der Leeuw - omslagtekening De overgave (1919)
- Wybo Meyer - vignet op omslagen van De overgave (1926) en De donkere bloei
- Arnold Molenaar[7] - tekeningen Tusschen ploeg en sikkel
- H. Molenaar - tekeningen Eenvoudige gedichten

## Diverse publicaties
- Opwaartsche Wegen besteedde in jaargang 10 (september 1932) een uitvoerig artikel aan Willem de Mérode, geschreven door J. Haantjes. Na het overlijden van De Mérode bracht Opwaartsche Wegen in jaargang 17 (augustus/september 1939) een dubbel Willem de Mérode-nummer uit.
- Het Schrijversprentenboek 18: Willem de Mérode, Nederlands Letterkundig Museum, 1973, is geheel gewijd aan Willem de Mérode, met onder meer een inleiding door P.J. Meertens, diverse handschriften van De Mérode en vele foto's.
- In het Schrijversprentenboek 28: Opwaartsche Wegen (Nederlands Letterkundig Museum, 1989) zijn handschriften van De Mérode opgenomen van de gedichten 'Het Stamboek', 'De getuigenis' en 'De zusters'.
- Zanger Jan Rot zette op zijn cd Een Zee van Tranen(1992) een tekst van De Mérode op muziek, 'Het Verdriet'

## Voetnoten
1. ↑  (Schrijversprentenboek 18: Willem de Mérode, Nederlands Letterkundig Museum, 1973)
2. ↑  In een aflevering van Voorrang van de NCRV uit 1970, een documentaire over zijn leven en werk.
3. ↑  Werkman heeft een groot aantal van de ongepubliceerde gedichten opgenomen in de door hem geëditeerde Verzamelde gedichten uit 1987; een groot aantal gedichten bleef evenwel ongepubliceerd waarvan er nog steeds in de handel af en toe opduiken.
4. ↑  Vermelding op site Rijksbureau voor Kunsthistorische Documentatie
5. ↑  Zie De Nieuwe Zondagsschool-serie onder redactie van A.L. Gerritsen en auteurspagina Jan Franse bij de Digitale Bibliotheek voor de Nederlandse Letteren (dbnl)
6. ↑  kunstdatabank Metzemaekers.com
7. ↑  Zie ZWERVER boekdetail In de wereld van het denken. De verborgen kunst van Arnold Molenaar en Wim Huijser Arnold Molenaar - bescheiden, maar wezenlijk creatief Van Sabben Auctions, februari 2009

- Bibliothèque nationale de France: cb13773410c (data)
- Biografisch Portaal: 48402271
- Digitale Bibliotheek voor de Nederlandse Letteren: mero001
- Gemeinsame Normdatei: 119073307
- International Standard Name Identifier: 0000 0003 6841 1730
- Library of Congress Control Number: n80087765
- Nationale Bibliotheek van Israël: 987007298862605171
- Nederlandse Thesaurus van Auteursnamen: 067864694
- Système universitaire de documentation: 066924677
- Virtual International Authority File: 39559287
- WorldCat: E39PBJrgP4RDPR3QPpBxk9Gyh3